# Comuna Ofatinți, Stînga Nistrului
Comuna Ofatinți este o comună din Unitățile Administrativ-Teritoriale din Stînga Nistrului, Republica Moldova. Este formată din satele Ofatinți (sat-reședință) și Novaia Jizni. 
În satul Ofatinți s-a născut celebrul compozitor rus Anton Rubinstein. El nu și-a uitat niciodată originile: a ținut o serie de concerte ale căror încasări le-a donat fondului satului natal, cu ajutorul cărora s-a deschis ulterior o școală publică.
Tot lângă așezarea Ofatinți a fost descoperită o necropolă, care este una dintre cele mai cunoscute situri aparținând etapei finale a culturii Cucuteni-Tripolie, cca 3 500-2 750 î.Hr.
La marginea de nord-est a satului se află râpele Maftei și Vermitia, unde în 1960 au fost descoperite acumulări de unelte umane din epoca de piatră și oase de animale din 13 specii, care cuprind ursul de peșteră, hiena și leul, mamutul, rinocerul lânos, calul, zimbrul, lupul. Acesta este unul dintre cele mai faimoase situri paleolitice din Europa de Est.
Conform recensământului din anul 2004, populația localității era de 1.218 locuitori, dintre care 1.072 (88.01%) moldoveni (români), 64 (5.25%) ucraineni si 60 (4.92%) ruși.